# Yxnanäs
Yxnanäs är en mindre ort  belägen vid Djupasjön i Älmeboda socken, Tingsryds kommun, Kronobergs län.
Yxnanäs samhälle växte fram som ett stationssamhälle. Byn i dåvarande Älmeboda kommun hade 4 jordbruksfastighet och 18 andra fastigheter 1932. Taxeringsvärde å jordbruksfastigheterna 56 300 kr, därav 44 600 i jordbruksvärde och 7 300 skogsvärde samt 4 400 tomt och industrivärde. Andra fastigheter taxerade till 75 700. Samhället låg då på  Yxnanäs nr 1 och nr 2 samt delvis också på Krusamåla nr 1 o. 2. Orten hade 150 invånare 1931. Station på  järnvägen Nättraby–Alnaryd–Elmeboda, som lades ner 1939, post- och telefonstation. Industrier 1932 var en såg taxerad som annan fastighet till 11 600 kr, kvarn  taxerad till 10 000 och hyvleri taxerat till 6 000. Öhrströms träindustri tillverkade byggnadssnickerier. Yxnanäs har förutom industrier haft tre affärer, en tobaksaffär, 2 banker, Smålands bank och en filial av Älmeboda Sparbank. Dessutom ett bageri, taxi, bilverkstad med bensinmack, byasmedja 1910-1972.
2020 är många av husen i Yxnanäs sommarbostäder. Yxnanäs har en välbesökt badplats vid Djupasjön, där det också finns en naturcamping. Konstnären Ulf Aschan har bott i Yxnanäs. Hans hus pryds av ett monumentalt konstverk, som syns från vägen.

## Skolor
Yxnanäs hade två skolor. Den gamla folkskolan byggdes 1916 med 2 lärosalar, 2 kapprum och 2 bostadslägenheter för 2 lärare. Byggnaden moderniserades 1956. 1939 byggdes nya folkskolan med 1 lärosal och 2 kapprum, slöjdsal, gymnastiksal och skolkökslokal, den moderniserades 1953. När elevantalet minskade så lades skolorna ner. det skedde på 1960-talet. I gamla skolan har Yxnanäs hembygdsförening sina samlingar.